# Bructeren

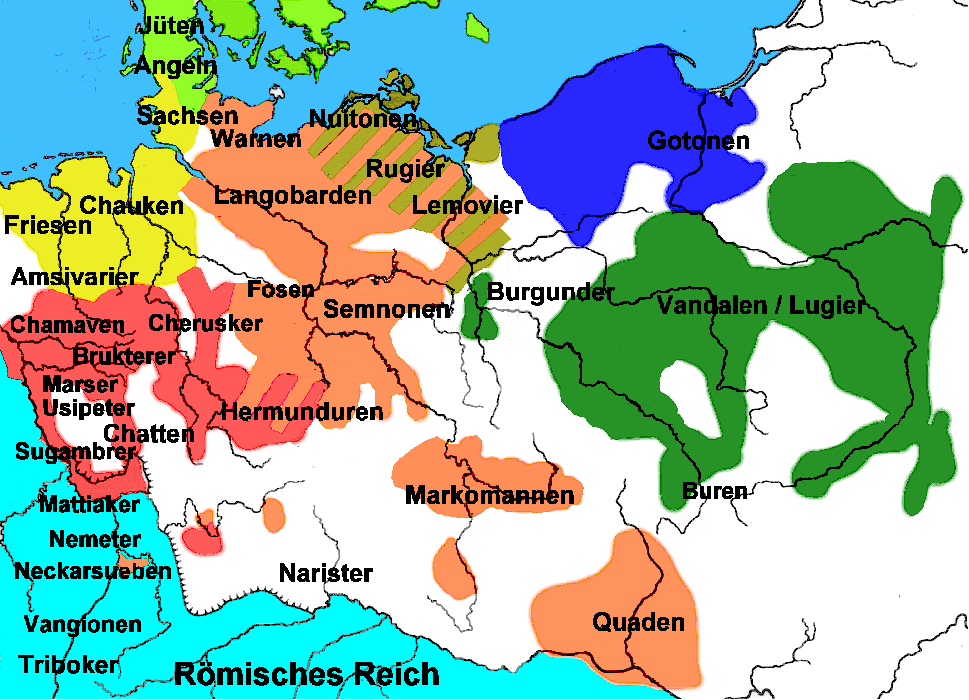
Middenlinks in het rood

De Bructeren (Lat. Bructeri of Boructuari) waren een oude West-Germaanse stam, waarvan de mensen leefden in het tegenwoordige Münsterland, zuidelijk van het Teutoburger Woud van omstreeks 100 v.Chr. tot 350 na Chr. Later is deze stam opgegaan in de grotere Frankische gemeenschap.
Over hen is bekend dat zij in verbond met Cherusken, Ampsivaren en anderen de Romeinse generaal Varus versloegen in de beroemde Slag bij het Teutoburgerwoud in het jaar 9 na Chr. De Bructerische profetes Veleda stond in hoog aanzien bij haar stam. Volgens Tacitus voorspelde zij de overwinning van de Bataven geleid door Julius Civilis in hun opstand tegen de Romeinen. De beste plaats om gegevens over de Bructeren te vinden is in Soest (Westfalen). De naam van het dorp Brochterbeck (district Steinfurt) vindt zijn oorsprong in de stamnaam van de Bructeren.
Volgens Tacitus (35) heeft de Germaanse stam Chamaven het land van de Bructeren overgenomen.
pulsis Bructeris ac penitus excisis vicinarum consensu nationum...
de Bructeren zijn verjaagd en bijna uitgeroeid bij een oorlog met naburige stammen.
Toch worden de Bructeri ook later nog vermeld. Uit het begin van de vierde eeuw kennen we de Bructerische vorsten Ascaricus en Merogaisus. In 307 werd hun stam verslagen door keizer Constantijn. De gevangengenomen vorsten liet hij in de arena van Trier voor de wilde beesten werpen.

Op de Peutingerkaart (3e/4e eeuw na Chr.) worden de Burcturi genoemd in het gebied rechts van de Rijn tegenover de steden Bonn en Keulen.
Een legereenheid van de Bructeri in Romeinse dienst wordt vermeld in de Notitia Dignitatum uit het eerste kwart van de 5e eeuw na Chr..